# Meteorologiåret 1852

## Händelser

### April
- I April - Winnipesaukee, Pemigewasset, Contoocook, Blackwater och Ashuelot floden i USA orsakar översvämningar i New Hampshire.  Merrimackfloden vid Concord når sin högsta nivå på nästan 70 år.[1]

### September
- 14 september - Tidig frost i Fort Snelling i Minnesota, USA avslutar växtsäsongen.[2]

### Okänt datum
- I Floeberg Bay på kanadensiska Ellesmereön uppmäts - 58,3 °C vid vindstilla.[3]
- Temperaturmätningar i Wien, Österrike inleds.[4]

## Födda
- 12 september - William Doberck, dansk astronom och meteorolog (d. 1941)[5][6]